# Мігель Котто
Мігель Анхель Котто (ісп. Miguel Angel Cotto; 29 жовтня 1980, Кагуас, Пуерто-Рико ) — пуерториканський боксер-професіонал, який виступав у середній вазі. Учасник Олімпійських ігор 2000 року. Чемпіон світу у першій напівсередній (WBO 2004 — 2006), напівсередній (WBA 2006 — 2009), першій середній, (WBA 2010 — 2012, WBO 2017) та середній  (WBC 2014 — 2015) вагових категоріях. Загалом переміг 20 бійців за титул чемпіона світу.

## Любительська кар'єра
- 1997 Виграв Панамериканські ігри. Переміг Хав'єра Асвальдо Альвареса (Аргентина) у фіналі
- 1998 Друге місце на юнацьких Панамериканських іграх. Програв у фіналі Дану Лафрамбосу (Канада)
- 1998 Друге місце на юнацькому чемпіонаті світу
  - Переміг Андрія Колевіна (Україна) PTS (15-3)
  - Переміг Дана Лафрамбоса (Канада) PTS (6-1)
  - Переміг Даріуса Хасекуса (Литва) PTS (9-5)
  - Програв Антону Солопову (Росія) PTS (8-9)
- 1998 Друге місце на центральноамериканських карибських іграх
  - Переміг Луїса Антоніо Авеко (Мексика) PTS (+25-25)
  - Переміг Карлоса Кастро (Домініканська Республіка) PTS (12-4)
  - Програв Маріо Кінделану (Куба) PTS (2-20)
- 1999 Учасник Панамериканських ігор
  - Програв Дану Лафрамбосу (Канада) PTS (2-5)
- 1999 Учасник чемпіонату світу
  - Програв Робертасу Номейкасу (Литва) PTS
- 2000 Виграв центральноамериканські карибські ігри
- 2000 Учасник Олімпійських ігор
  - Програв Мухаммадкадиру Абдуллаєву (Узбекистан) 7-17

## Професійна кар'єра

### Бій з Мейвезером
Суперником Мігеля Котто став непереможний американський боксер Флойд Мейвезер-молодший. На кону стояв титул чемпіона WBA(Super). Початок поєдинку пройшов під диктовку американця, але ближче до середини поєдинку Мігелю вдалося вирівняти бій. В 12 раунді Мейвезеру вдалося завдати сильного удару, що міг відправити Котто в нокаут, однак той встояв. За одноголосним рішенням суддів перемогу здобув Флойд Мейвезер : 118—110, 117—111, 117—111. Мігель Котто втратив свій чемпіонський пояс у першій середній вазі. Ця поразка стала 3 на рахунку пуерториканця при 37 перемогах.

### Бій з Мартінесом
7 червня 2014 року відбувся дебютний бій Котто в рамках середньої вагової категорії. Суперником пуерториканця став аргентинець Серхіо Габріель Мартінес, чемпіон за версією WBC та журналу The Ring. Загалом бій для Мігеля пройшов доволі легко. Вже в 1 рауді Котто тричі відправляв аргентинця в нокдаун. Протягом усіх наступних раундів пуерториканець повністю домінував за рахунок великої кількості точних ударів. В 9 раунді аргентинець після джеба Котто дещо присів, але коліном не доторкнувся рингу, однак суддя все одно відрахував нокдаун. На наступний раунд аргентинця не випустив його кут, таким чином Котто отримав перемогу. Здобувши цю перемогу, Мігель Котто став першим пуерториканським чемпіоном у чотирьох вагових категоріях.

## Таблиця боїв
| 41 Перемог (33 нокаутом, 8 за рішення суддів), 6 Поразок (2 нокаутом, 4 за рішення суддів), 0 Не відбулося |        |                         |        |         |      |                          |                                                  |                                                                       |
| Результат                                                                                                  | Рекорд | Суперник                | Спосіб | Раунд   | Час  | Дата                     | Місце проведення                                 | Примітки                                                              |
| Поразка | 41–6   | Садам Алі               | UD     | 12      |      | 2 грудня 2017            | Медісон-сквер-гарден, Мангеттен, Нью-Йорк        | Втратив титул чемпіона WBO у першій середній вазі.                    |
| Перемога                                                                                                   | 41–5   | Йошіхіро Камегай        | UD     | 12      |      | 26 серпня 2017           | СтабХаб Центр, Карсон, Каліфорнія                | Виграв вакантний титул чемпіона WBO у першій середній вазі.           |
| Поразка | 40–5   | Сауль Альварес          | UD     | 12      |      | 21 листопада 2015        | Mandalay Bay, Лас-Вегас, Невада                  | Втратив титул чемпіона The Ring у середній вазі.                      |
| Перемога                                                                                                   | 40–4   | Деніел Гіл              | TKO    | 4 (12)  | 1:28 | 6 червня 2015            | Barclays Center, Бруклін, Нью-Йорк               | Захистив титули чемпіона The Ring і WBC у середній вазі.              |
| Перемога                                                                                                   | 39–4   | Серхіо Мартінес         | RTD    | 10 (12) | 0:06 | 7 червня 2014            | Медісон-сквер-гарден, Мангеттен, Нью-Йорк        | Виграв титули чемпіона The Ring і WBC у середній вазі.                |
| Перемога                                                                                                   | 38–4   | Делвін Родрігес         | TKO    | 3 (12)  | 0:18 | 5 жовтня 2013            | Amway Center, Орландо, Флорида                   |                                                                       |
| Поразка | 37–4   | Остін Траут             | UD     | 12      |      | 1 грудня 2012            | Медісон-сквер-гарден, Мангеттен, Нью-Йорк        | Бій за титул чемпіона WBA у першій середній вазі.                     |
| Поразка | 37–3   | Флойд Мейвезер          | UD     | 12      |      | 5 травня 2012            | MGM Grand Las Vegas, Лас-Вегас, Невада           | Втратив титул чемпіона WBA (Super) у першій середній вазі.            |
| Перемога                                                                                                   | 37–2   | Антоніо Маргарітто      | TKO    | 10 (12) | 0:03 | 3 грудня 2011            | Медісон-сквер-гарден, Мангеттен, Нью-Йорк        | Захистив титул чемпіона WBA (Super) у першій середній вазі.           |
| Перемога                                                                                                   | 36–2   | Рікардо Майорга         | TKO    | 12 (12) | 0:53 | 12 березня 2011          | MGM Grand Las Vegas, Лас-Вегас, Невада           | Захистив титул чемпіона WBA (Super) у першій середній вазі.           |
| Перемога                                                                                                   | 35–2   | Юрі Фореман             | TKO    | 9 (12)  | 0:42 | 5 червня 2010            | Yankee Stadium, Бронкс, Нью-Йорк                 | Виграв титул чемпіона WBA у першій середній вазі.                     |
| Поразка | 34–2   | Менні Пак'яо            | TKO    | 12 (12) | 0:55 | 14 листопада 2009        | MGM Grand Garden Arena, Лас-Вегас, Невада        | Втратив титул чемпіона WBO у напівсередній вазі.                      |
| Перемога                                                                                                   | 34–1   | Джошуа Клоттей          | SD     | 12      |      | 2009-06-1313 червня 2009 | Медісон-сквер-гарден, Мангеттен, Нью-Йорк        | Захистив титул чемпіона WBO у напівсередній вазі.                     |
| Перемога                                                                                                   | 33–1   | Майкл Дженнінгз         | TKO    | 5 (12)  | 2:38 | 21 лютого 2009           | Медісон-сквер-гарден, Мангеттен, Нью-Йорк        | Виграв вакантний титул чемпіона WBO у напівсередній вазі.             |
| Поразка | 32–1   | Антоніо Маргарітто      | TKO    | 11 (12) | 2:05 | 26 липня 2008            | MGM Grand Garden Arena, Лас-Вегас, Невада        | Втратив титул чемпіона WBA у напівсередній вазі.                      |
| Перемога                                                                                                   | 32–0   | Альфонцо Гомес          | RTD    | 5 (12)  | 3:00 | 12 квітня 2008           | Boardwalk Hall, Атлантик-Сіті, Нью-Джерсі        | Захистив титул чемпіона WBA у напівсередній вазі.                     |
| Перемога                                                                                                   | 31–0   | Шейн Мослі              | UD     | 12      |      | 10 листопада 2007        | Медісон-сквер-гарден, Мангеттен, Нью-Йорк        | Захистив титул чемпіона WBA у напівсередній вазі.                     |
| Перемога                                                                                                   | 30–0   | Заб Джгуда              | TKO    | 11 (12) | 0:49 | 9 червня 2007            | Медісон-сквер-гарден, Мангеттен, Нью-Йорк        | Захистив титул чемпіона WBA у напівсередній вазі.                     |
| Перемога                                                                                                   | 29–0   | Октай Уркал             | TKO    | 11 (12) | 1:01 | 3 березня 2007           | Roberto Clemente Coliseum, Сан-Хуан              | Захистив титул чемпіона WBA у напівсередній вазі.                     |
| Перемога                                                                                                   | 28–0   | Карлос Куінтана         | RTD    | 5 (12)  | 3:00 | 2 грудня 2006            | Boardwalk Hall, Атлантик-Сіті, Нью-Джерсі        | Виграв вакантний титул чемпіона WBA у напівсередній вазі.             |
| Перемога                                                                                                   | 27–0   | Пол Маліньяджі          | UD     | 12      |      | 10 червня 2006           | Медісон-сквер-гарден, Мангеттен, Нью-Йорк        | Захистив титул чемпіона WBO у першій напівсередній вазі.              |
| Перемога                                                                                                   | 26–0   | Джанлука Бранко         | TKO    | 8 (12)  | 0:49 | 4 березня 2006           | Coliseo Rubén Rodríguez, Баямон                  | Захистив титул чемпіона WBO у першій напівсередній вазі.              |
| Перемога                                                                                                   | 25–0   | Рікардо Торрес          | KO     | 7 (12)  | 1:52 | 24 вересня 2005          | Boardwalk Hall, Атлантик-Сіті, Нью-Джерсі        | Захистив титул чемпіона WBO у першій напівсередній вазі.              |
| Перемога                                                                                                   | 24–0   | Мохаммад Абдулаєв       | TKO    | 9 (12)  | 0:57 | 11 червня 2005           | Медісон-сквер-гарден, Мангеттен, Нью-Йорк        | Захистив титул чемпіона WBO у першій напівсередній вазі.              |
| Перемога                                                                                                   | 23–0   | ДеМаркус Корлей         | TKO    | 5 (12)  | 2:45 | 26 лютого 2005           | Coliseo Rubén Rodríguez, Баямон                  |                                                                       |
| Перемога                                                                                                   | 22–0   | Рендалл Бейлі           | TKO    | 6 (12)  | 1:39 | 11 грудня 2004           | Mandalay Bay Resort & Casino, Лас-Вегас, Невада  | Захистив титул чемпіона WBO у першій напівсередній вазі.              |
| Перемога                                                                                                   | 21–0   | Келсон Пінто            | TKO    | 6 (12)  | 0:32 | 11 вересня 2004          | José Miguel Agrelot Coliseum, Хато Рей, Сан-Хуан | Виграв вакантний титул чемпіона WBO у першій напівсередній вазі.      |
| Перемога                                                                                                   | 20–0   | Лавмор Нду              | UD     | 12      |      | 8 травня 2004            | MGM Grand Garden Arena, Лас-Вегас, Невада        | Захистив вакантний титул WBC International першій напівсередній вазі. |
| Перемога                                                                                                   | 19–0   | Вікторіано Соса         | TKO    | 4 (12)  | 2:51 | 28 лютого 2004           | MGM Grand Garden Arena, Лас-Вегас, Невада        | Захистив вакантний титул WBC International першій напівсередній вазі. |
| Перемога                                                                                                   | 18–0   | Карлос Маусса           | TKO    | 8 (12)  | 3:00 | 6 грудня 2003            | Coliseo Rubén Rodríguez, Баямон                  | Захистив вакантний титул WBC International першій напівсередній вазі. |
| Перемога                                                                                                   | 17–0   | Деметріо Цебаллос       | TKO    | 7 (12)  | 2:28 | 13 вересня 2003          | MGM Grand Garden Arena, Лас-Вегас, Невада        | Захистив вакантний титул WBC International першій напівсередній вазі. |
| Перемога                                                                                                   | 16–0   | Роккі Мартінес          | KO     | 2 (12)  | 2:42 | 28 червня 2003           | Coliseo Rubén Rodríguez, Баямон                  | Захистив вакантний титул WBC International першій напівсередній вазі. |
| Перемога                                                                                                   | 15–0   | Джоель Перес            | KO     | 4 (10)  | 1:29 | 19 квітня 2003           | Selland Arena, Фресно, Каліфорнія                |                                                                       |
| Перемога                                                                                                   | 14–0   | Цезар Базан             | TKO    | 11 (12) | 0:16 | 1 лютого 2003            | Mandalay Bay Resort & Casino, Лас-Вегас, Невада  | Виграв вакантний титул WBC International першій напівсередній вазі.   |
| Перемога                                                                                                   | 13–0   | Убалдо Ернандес         | KO     | 7 (10)  | 1:31 | 22 листопада 2002        | Coliseo Héctor Solá Bezares, Кагуас              |                                                                       |
| Перемога                                                                                                   | 12–0   | Джон Браун              | UD     | 10      |      | 14 вересня 2002          | Mandalay Bay Resort & Casino, Лас-Вегас, Невада  |                                                                       |
| Перемога                                                                                                   | 11–0   | Карлос Альберто Рамірес | KO     | 3 (10)  | 2:34 | 30 липня 2002            | Lucky Star Casino, Кончо, Оклахома               |                                                                       |
| Перемога                                                                                                   | 10–0   | Джастін Джуко           | TKO    | 5 (10)  | 2:44 | 22 червня 2002           | MGM Grand Garden Arena, Лас-Вегас, Невада        |                                                                       |
| Перемога                                                                                                   | 9–0    | Хуан Анхен Маціас       | TKO    | 7 (10)  | 1:54 | 3 травня 2002            | Orleans Hotel & Casino, Лас-Вегас, Невада        |                                                                       |
| Перемога                                                                                                   | 8–0    | Семмі Спаркман          | TKO    | 2 (10)  | 2:49 | 1 березня 2002           | Coliseo Guillermo Angulo, Кароліна               |                                                                       |
| Перемога                                                                                                   | 7–0    | Джошуа Сміт             | TKO    | 2 (8)   | 1:24 | 11 січня 2002            | Coliseo Héctor Solá Bezares, Когуас              |                                                                       |
| Перемога                                                                                                   | 6–0    | Артуро Родрігес         | KO     | 2 (6)   | 2:52 | 28 липня 2001            | Стейплс-центр, Лос-Анджелес, Каліфорнія          |                                                                       |
| Перемога                                                                                                   | 5–0    | Рудольфо Лунсфорд       | TKO    | 4 (6)   |      | 1 липня 2001             | Pier 10 Arena, Сан-Хуан                          |                                                                       |
| Перемога                                                                                                   | 4–0    | Мартін Рамірес          | UD     | 4       |      | 20 травня 2001           | Сан-Хуан                                         |                                                                       |
| Перемога                                                                                                   | 3–0    | Ваклімі Янг             | UD     | 4       |      | 28 квітня 2001           | Hammerstein Ballroom, Нью-Йорк                   |                                                                       |
| Перемога                                                                                                   | 2–0    | Джейкоб Годінес         | TKO    | 2 (4)   | 1:17 | 30 березня 2001          | Convention Center, Форт-Ворт, Техас              |                                                                       |
| Перемога                                                                                                   | 1–0    | Джейсон Доусет          | TKO    | 1 (4)   | 2:12 | 23 лютого 2001           | Frank Erwin Center, Остін, Техас                 |                                                                       |